# Anne Félicité Colombe
Anne Félicité Colombe, född 1760/1761, död 1843 i Paris, var en fransk utgivare och jakobin. 
Hon drev ett tryckeri i Paris. Hon är främst känd för att ha utgivit de radikala tidningarna L'Ami du Peuple och l'Orateur du Peuple. Hon var aktiv i Société des républicaines révolutionnaires.